# آيفانتييفكا
آيفانتييفكا (بالروسية: Ивантеевка) هي إحدى مدن روسيا في الكيان الفدرالي الروسي موسكو أوبلاست.